# Araliasläktet
Ej att förväxla med aralia (Fatsia japonica).
Aralia är ett släkte inom familjen araliaväxter.

## Arter
- Aralia californica
- Aralia continentalis
- Aralia cordata (sallatsaralia)
- Aralia dasyphylla
- Aralia elata (parkaralia)
- Aralia gigantea
- Aralia hispida
- Aralia humilis
- Aralia leschenaultii
- Aralia merrillii
- Aralia nudicaulis
- Aralia officinalis
- Aralia racemosa (lundaralia)
- Aralia scopulorum
- Aralia soratensis
- Aralia spinosa
- Aralia thomsonii
- Aralia tibetana
- Aralia undulata
- Aralia verticillata
- Aralia wilsonii